# Montemys delectorum
Montemys delectorum — вид гризунів родини Muridae. Раніше його класифікували в роду Praomys. Зустрічається в Кенії, Малаві, Мозамбіку, Танзанії та Замбії. Його природне місце проживання — субтропічні або тропічні вологі гірські ліси. Йому загрожує втрата середовища проживання.

## Морфологічні особливості
Дорослі екземпляри без хвоста мають довжину від 90 до 120 мм, довжина хвоста від 110 до 142 мм, вага коливається від 20 до 38 грамів. Темно-коричневе хутро на спині стає світлішим до боків, а горло, груди та живіт вкриті біло-сірим хутром. Характеризується головою із загостреною мордою, довгими чорними вібрисами та великими очима. Закруглені вуха можуть бути спрямовані вперед або вгору. На вузьких лапах є кілька білястих волосків. Цей пацюк має по чотири пальці на кожній передній лапі та п’ять пальців на ногах, перший з яких малий.

## Спосіб життя
Особини створюють підземні нори між корінням і під дерев'яними брусками. Вони ведуть нічний спосіб життя і пересуваються по землі або лазять по рослинності. Їхня їжа включає різні частини рослин і комах.